# Henrik Jonsson
Henrik Jonsson, född 1986 i Vänersborg, är en svensk serietecknare och illustratör. 
Jonsson har bland annat tecknat serier i serietidningarna Batman och Suicide Squad för amerikanska DC Comics och Fantomen för Egmonts svenska utgivning. Jonsson har studerat på The Joe Kubert School of Cartoon and Graphic Art.
Jonsson har även illustrerat barnbokserien PAX som är skriven av Åsa Larsson och Ingela Korsell.